# Gas Transmission Northwest
Gas Transmission Northwest (GTN) – трубопровід, споруджений для транспортування канадського газу від кордону США до газового хабу в Малін, штат Орегон.
Компанією TransCanada створено цілий ряд газопровідних систем, що транспортують видобуте в Канаді блакитне паливо по території США від північного кордону. Найзахіднішим серед них є Gas Transmission Northwest, введений в експлуатацію ще у 1961 році. Газопровід починається на кордоні з Британською Колумбією в районі Кінгсгейт, перетинає північно-західну частину Монтани, південно-східний кут штату Вашингтон та весь Орегон перш ніж досягти хабу Малін на кордоні з Каліфорнією. Тут було створене сполучення з каліфорнійською газопровідною мережею Pacific Gas & Electric Company (надалі змінила назву на California Gas Transmission Company). Крім того, з Малін на південний схід до Невади прокладений Tuscarora pipeline, який належить тій же компанії TransCanada.
GTN має кілька інтерконекторів з системою Northwest Pipeline – у Spokane та Palouse (штат Вашингтон), а також у Stanfield в Орегоні. Через останнє вона може отримувати природний газ, видобутий в США у басейнах Скелястих гір (при роботі бідирекціонального Northwest Pipeline у західному напрямку).
Загальна довжина системи становить 1353 милі (у однонитковому виконанні). Основна ділянка GTN складається із двох ниток діаметром 900 та 1050 мм. При цьому 12 компресорних станцій забезпечують максимальну пропускну здатність у майже 30 млрд.м3 на рік, в тому числі у напрямку Каліфорнії – понад 21 млрд.м3 на рік.